# Норберт Хауг
Норберт Гауґ (25 листопада 1952 р. у місті Енгельсбранд, земля Баден-Вюртемберг) — німецький журналіст та президент Mercedes-Benz Motorsport. Один із найуспішніших діячів Mercedes-Benz у автоспорті. Під його керівництвом пілоти Mercedes-Benz було завойовали чимало титулів та перемог.

## Кар'єра журналіста
Кар'єру журналіста Гауґ розпочав у місті Пфорцхайм, вступивши стажером до газети «Pforzheimer Zeitung». Потім він перейшов у видавничий дім «Motor-Presse-Verlag», який знаходиться у Штутгарті, де став завідувачем автоспортивного відділення видавництва.

## Робота у Mercedes-Benz
Норберт Гауґ приєднався до Mercedes-Benz у 1990 році. Відразу ж він розпочинає керівництво командою у чемпіонатах DTM та ITC. Під його керівництвом Клаус Людвіг виграв чемпіонство DTM у 1992 та 1993 роках, Бернд Шнайдер здобув одночасно чемпіонство DTM та ITC у 1995 році. На перегонах 24 години Ле мана у 1999 році, команда була лідером та через недопрацювання автомобіля змушена була завершити перегони. У 2000-му Mercedes-Benz у обличчі Норбета Гауґа відіграв значну роль у відновленні чемпіонату DTM.